# Cosmisomopsis viridis
Cosmisomopsis viridis là một loài bọ cánh cứng trong họ Cerambycidae.